# María Kodama
 María Kodama Schweizer (fød 10. marts 1937 i Buenos Aires, død 26. marts 2023) var en argentinsk forfatter. Hun var gift med Jorge Luis Borges.

## Værker
- Homenaje a Borges, Lumen (2016)
- Relatos, Sudamericana (2018)